# 오혁
오혁(1993년 10월 5일 ~ )은 대한민국의 인디밴드 혁오에서 작곡・작사・기타 연주를 하는 보컬이다.

## 학력
- 홍익대학교 예술학과

## 음반
- 2014년 9월 18일에 발매한 첫 데뷔 EP 앨범 "20"
- 2015년 1월 21일에 발매한 첫 싱글 앨범 "Panda bear"
- 2015년 3월 24일 작곡가 프라이머리와 같이 공동작업한 첫 솔로 앨범 "Lucky You!"
- 2015년 5월 28일에 발매한 두 번째 EP 앨범 "22"
- 2015년 11월 21일 응팔 OST, 오혁 '소녀' 발매
- 2016년 11월 5일 드라마 안투라지 OST "맛있는 술"
- 2017년 4월 24일 세 번째 EP 앨범 "23
- 2018년 1월 15일 MOMOM(몸마음)
- 2018년 5월 31일 네 번째 EP 앨범 "24 : How to find true love and happiness" 발매
- 2020년 1월 30일 "사랑으로"
- 2020년 10월 5일 "야유회"
- 2021년 6월 7일 "Nabi"
- 2021년 10월 27일 "Year to Year"

## 그 외 활동

### 방송
- 2015년 MBC 《무한도전》 영동고속도로 가요제
- 2017년 tvN 《그 녀석들의 이중생활》

### 드라마
- 2018년 웹드라마 《고래먼지 (Ambergris)》 - 특별출연

### CF
- 2016년 쉐보레 스파크
- 2015년 팔도 왕뚜껑